# 狐狸那时已是猎人
狐狸那时已是猎人（德語：Der Fuchs war damals schon der Jäger）是德国女作家、2009年诺贝尔文学奖得主赫塔·米勒的一部长篇小说。出版于1992年，是“罗马尼亚三部曲”的第二部小说。

## 情节概要
风雨飘摇中的罗马尼亚，弥漫着无所不在的恐惧、屈辱和绝望。阿迪娜与克拉拉是一对朋友，阿迪娜是一位小学老师，而克拉拉则是工厂的工程师。克拉拉无意之中爱上了秘密警察帕弗尔，帕弗尔的工作是监视阿迪娜和一些年轻的音乐家，阿迪娜发现帕弗尔是克拉拉的男友之后，两人的关系陷入危机之中。阿迪娜每天下班回到家，都发现挂在卧室中的狐狸皮尾巴断了一截。克拉拉悄悄通知了阿迪娜晚上要进行抓捕的消息，阿迪娜立即与男友、音乐家保尔开车躲在朋友里弗的家中，几天后，独裁者齐奥塞斯库的政权被推翻，两人重新回到城市。

## 主题
《狐狸那时已是猎人》用诗歌般零散跳动的语言以及散文式的直白描绘了齐奥塞斯库独裁统治下的罗马尼亚的真实境遇。